# Schlettereriella fuelleborni
Schlettereriella fuelleborni är en stekelart som först beskrevs av Günther Enderlein 1901.  Schlettereriella fuelleborni ingår i släktet Schlettereriella och familjen bracksteklar. Inga underarter finns listade i Catalogue of Life.